# Lavannes
Lavannes is een gemeente in het Franse departement Marne (regio Grand Est) en telt 446 inwoners (1999). De plaats maakt deel uit van het arrondissement Reims.

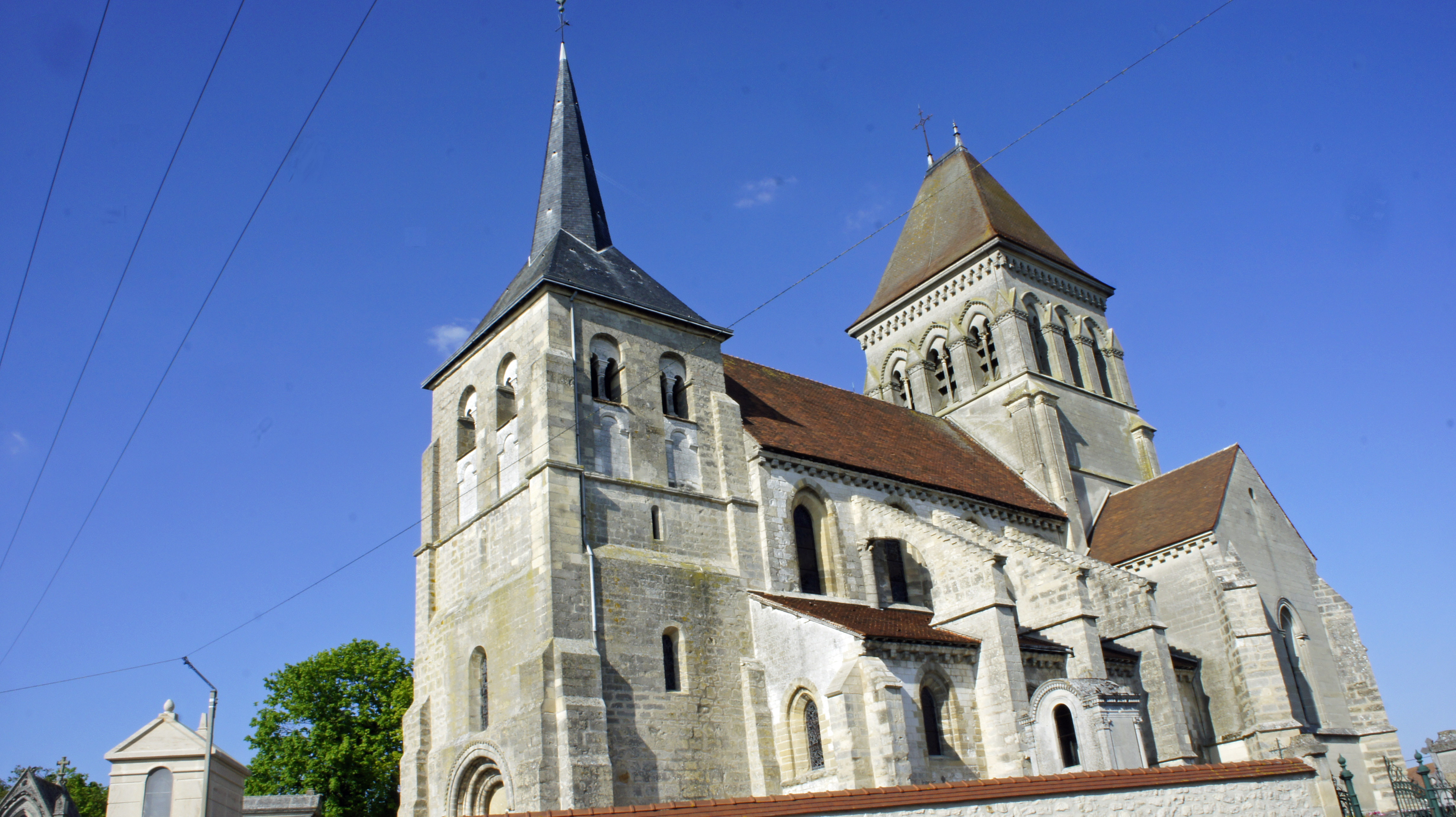
Kerk van St Lambert
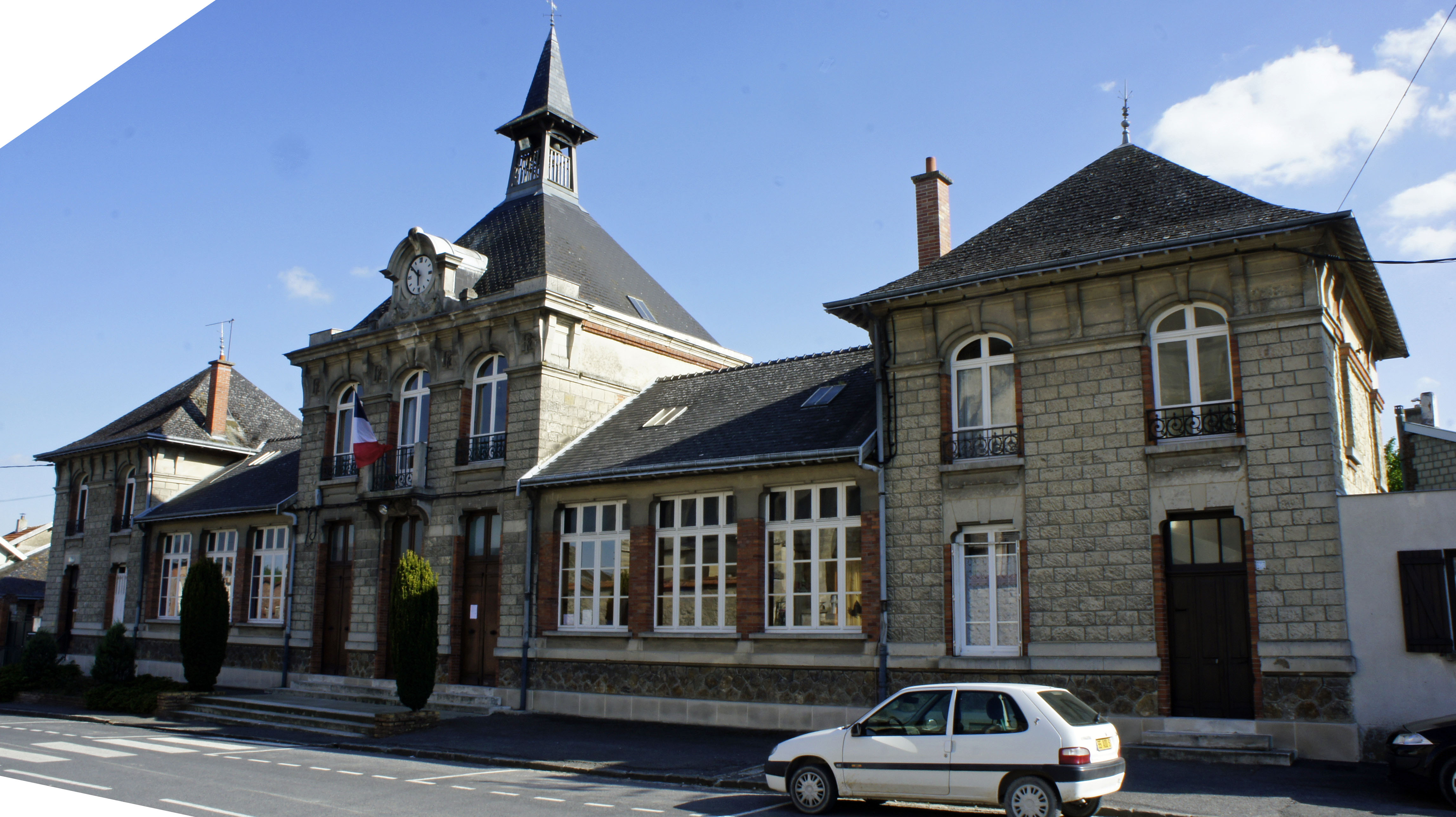
Gemeentehuis

## Geografie
De oppervlakte van Lavannes bedraagt 17,5 km², de bevolkingsdichtheid is 25,5 inwoners per km².
De onderstaande kaart toont de ligging van Lavannes met de belangrijkste infrastructuur en aangrenzende gemeenten.

## Demografie
Onderstaande figuur toont het verloop van het inwonertal (bron: INSEE-tellingen).

## Bezienswaardigheden
Op het kerkhof ligt een perk met 10 Britse militairen van de Royal Air Force die sneuvelden tijdens de Tweede Wereldoorlog. Bij de Commonwealth War Graves Commission staan ze geregistreerd onder Lavannes Churchyard.